# (137294) 1999 RE215
(137294) 1999 RE215 est un objet transneptunien de la famille des cubewanos.

## Caractéristiques
1999 RE215 mesure environ 201 km de diamètre.

## Orbite
L'orbite de 1999 RE215 possède un demi-grand axe de 45,178 ua et une période orbitale d'environ 304 ans. Son périhélie l'amène à 40,372 ua du Soleil et son aphélie l'en éloigne de 49,985 ua. Il s'agit d'un cubewano.

## Découverte
1999 RE215 est découvert le 7 septembre 1999.